# 康氏瘤鱈
康氏瘤鱈，為輻鰭魚綱鱈形目稚鱈科的其中一種，分布於南太平洋智利外海、澳洲南部與紐西蘭；東南大西洋阿根廷海域，為深海底棲性魚類，深度55-1500公尺，體長可達15.3公分，棲息在大陸坡、火山海脊底層水域，生活習性不明。

## 扩展阅读
維基物種上的相關：康氏瘤鱈